# ایسایا ویتلک جونیور
ایسایا ویتلک جونیور (به انگلیسی: Isiah Whitlock, Jr.) (زاده ۱۳ سپتامبر ۱۹۵۴) بازیگر آمریکایی است.
از فیلم‌های معروف او می‌توان به بازی در فیلم با تشکر برای به اشتراک گذاری، چیپس، چرا اکنون توقف کنیم؟ و تنگ ماهی اشاره کرد.